# Flugunfall einer Boeing 707 der Angola Air Charter bei Lagos
Der Flugunfall einer Boeing 707 der Angola Air Charter bei Lagos ereignete sich am 21. Juli 1988 auf einem internationalen Frachtflug der Fluggesellschaft Angola Air Charter von Oostende über Lagos nach Luanda. Im Anflug auf den Flughafen Lagos verunfallte die eingesetzte Boeing 707-328C mit dem Luftfahrzeugkennzeichen D2-TOV, wobei alle sechs Insassen der Maschine starben.

## Maschine
Das betroffene Flugzeug war eine im Jahr 1965 auf dem Boeing Field, Washington gebaute Boeing 707-328C mit der Werknummer 18881 und der Modellseriennummer 436. Die Maschine wurde zunächst mit dem Luftfahrzeugkennzeichen F-BLCC auf den Hersteller zugelassen und absolvierte am 16. Juli 1965 ihren Erstflug, am 5. August 1965 übernahm Air France die Maschine und gab ihr den Taufnamen Le Pelican. Von November bis Dezember 1965 war die Maschine an Pakistan International Airlines verleast, ehe sie an Air France retourniert wurde, die die Maschine bis 1982 einsetzte. Am 14. Januar 1983 wurde die Maschine dann mit dem isländischen Luftfahrzeugkennzeichen TF-VLR auf Eagle Air - Arnaflug zugelassen. Ab dem 21. Januar 1983 war die Maschine an Libyan Arab Airlines verleast, ehe sie die Maschine am 29. März 1983 kaufte und mit dem neuen Kennzeichen 5A-DIK wieder zuließ. Im Dezember 1986 übernahm ZAS Airline of Egypt die Maschine, und ließ sie mit dem Kennzeichen 5Y-BFC wieder zu. Ab August 1987 war die Maschine bei Angola Air Charter in Betrieb und trug das Luftfahrzeugkennzeichen D2-TOV. Das vierstrahlige Langstreckenflugzeug war mit vier Mantelstromtriebwerken des Typs Pratt & Whitney JT3D-3B ausgestattet.

## Insassen
An Bord der Maschine befanden sich auf dem Flug des Flugabschnittes von Oostende nach Lagos drei Besatzungsmitglieder – ein Flugkapitän, ein Erster Offizier und ein Flugingenieur – sowie drei Passagiere.

## Unfallhergang
Mit der Maschine wurde ein Frachtflug von Oostende über Lagos nach Luanda durchgeführt. Die Piloten erhielten eine Freigabe zur Landung auf der Landebahn 19R des Flughafens Lagos-Murtala Muhammed. Im Anflug auf den Flughafen kollidierte die Maschine zehn Kilometer von der Landebahn mit dem Boden. Alle sechs Insassen wurden dabei getötet.